# Nokia 1208
Le Nokia 1208 est un téléphone monobloc de l'entreprise Nokia.

## Caractéristiques
- GSM
- 102 × 44 × 17 mm  pour 80 grammes
- Écran  de 96 × 65 pixels
- Appareil photo numérique : non
- Vibreur
- DAS : 1,01 W/kg.